# Liddaton
Liddaton – przysiółek w Anglii, w Devon. Leży 13 km od miasta Launceston i 18 km od miasta Okehampton. Liddaton jest wspomniana w Domesday Book (1086) jako Lideltone/Liteltone/Lideltona.